# Adinandra oblonga
Adinandra oblonga är en tvåhjärtbladig växtart som beskrevs av William Grant Craib. Adinandra oblonga ingår i släktet Adinandra och familjen Pentaphylacaceae. Inga underarter finns listade i Catalogue of Life.